# Лещенки (Полтавская область)
Лещенки (укр. Лещенки) — село,
Беликовский сельский совет,
Миргородский район,
Полтавская область,
Украина.
Код КОАТУУ — 5323280202. Население по переписи 2001 года составляло 92 человека.
Село указано на трехверстовке Полтавской области. Военно-топографическая карта.1869 года как хутор Алешиха

## Географическое положение
Село Лещенки находится на расстоянии в 1 км от сёл Марченки и Милашенково, в 5-и км от города Миргород.
Через село проходит железная дорога, станция Мелашенково в 2-х км.